# Бахарах
Бахарах (нем. Bacharach) — город в Германии, в земле Рейнланд-Пфальц. 
Входит в состав района Майнц-Бинген. Подчиняется управлению Райн-Наэ.  Население составляет 1973 человека (на 31 декабря 2010 года). Занимает площадь 23,65 км². Официальный код  —  07 3 39 003.

## Известные уроженцы и жители
- Герхардт фон Кюгельген — немецкий художник
- Карл фон Кюгельген — немецкий художник

## Достопримечательности
- Замок Шталек

## Фотографии

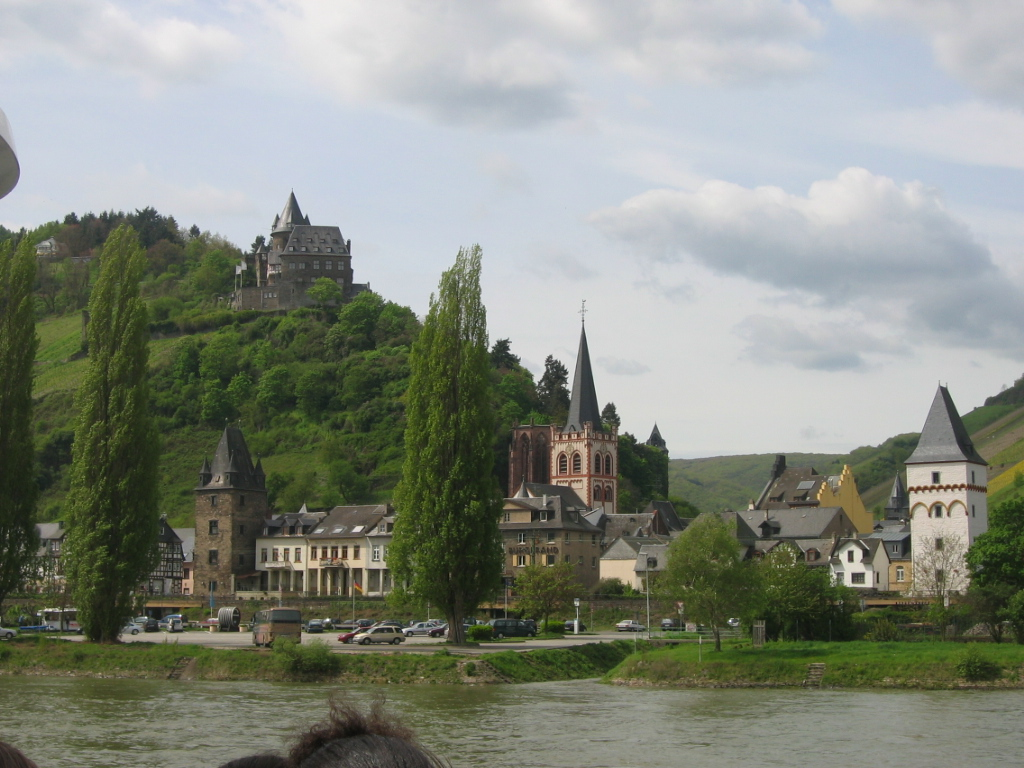
Бахарах
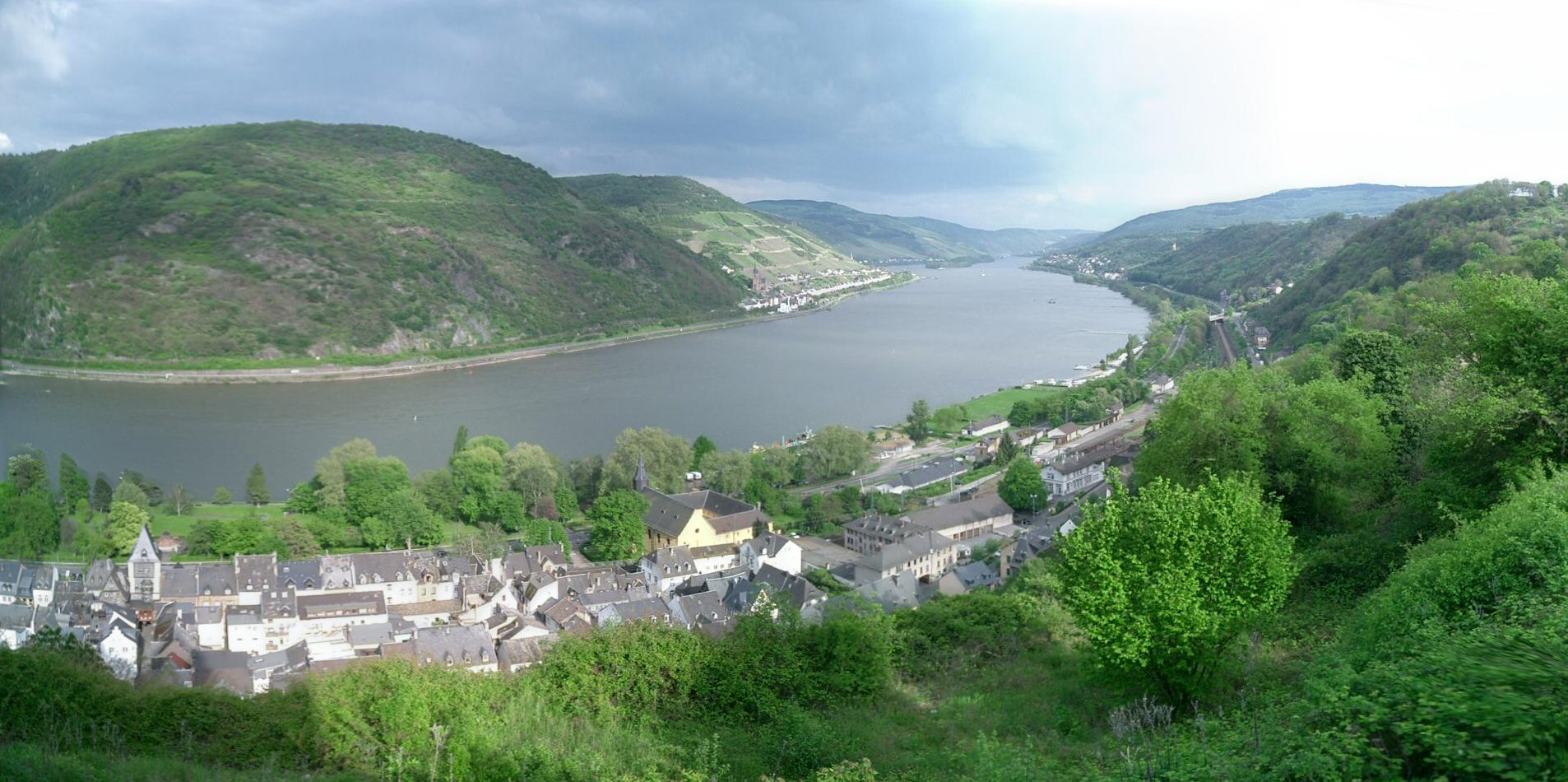
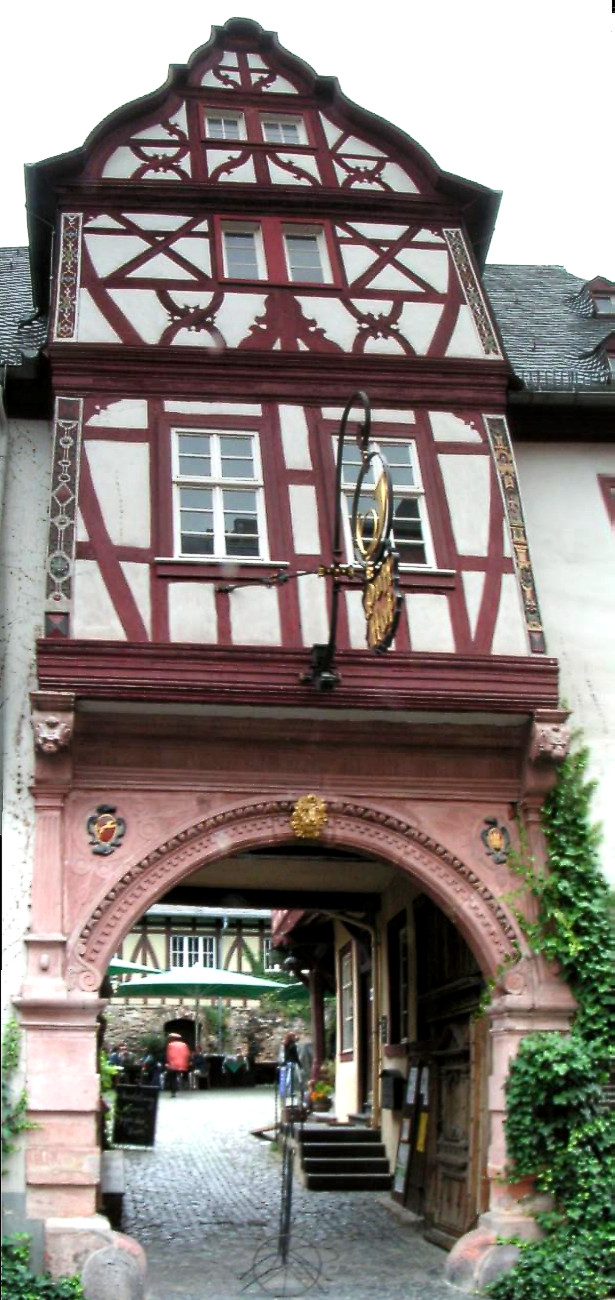
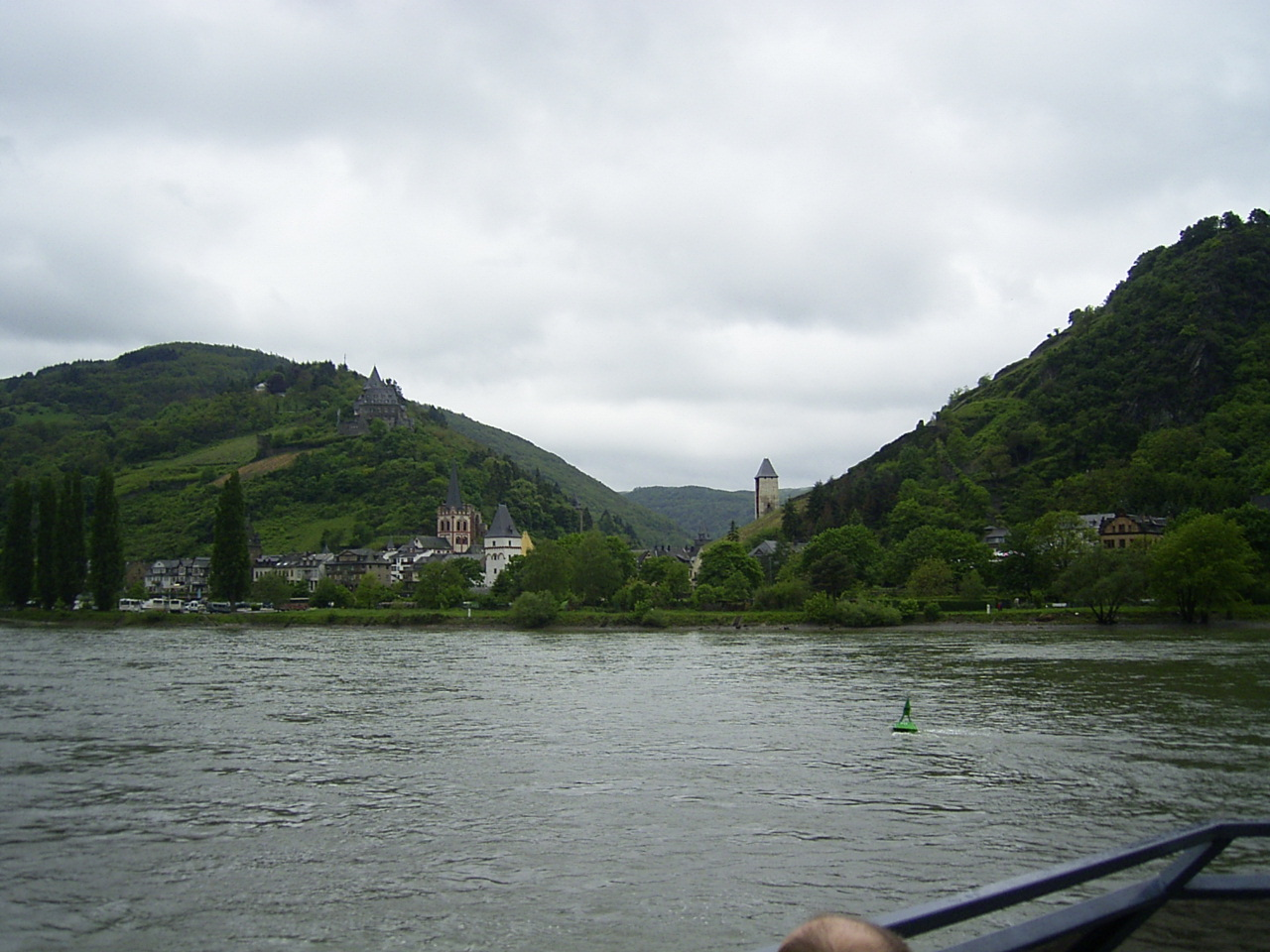
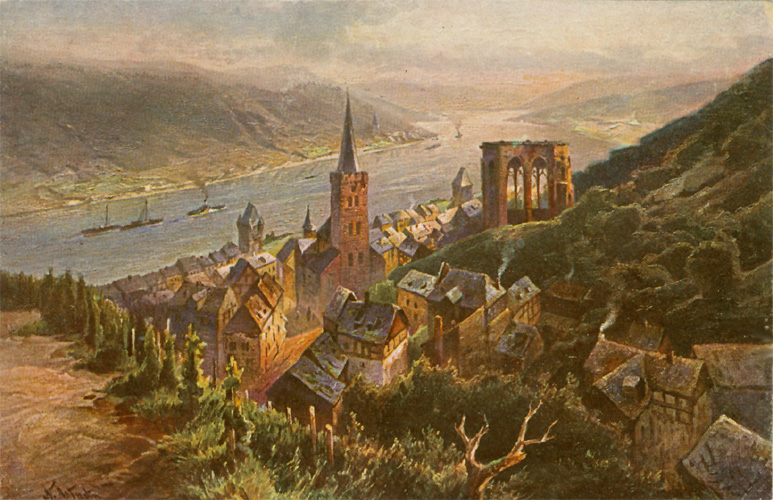
Вид города Бахарах. Картина Николая Астудина